# Fuentes de la historicidad de Jesús

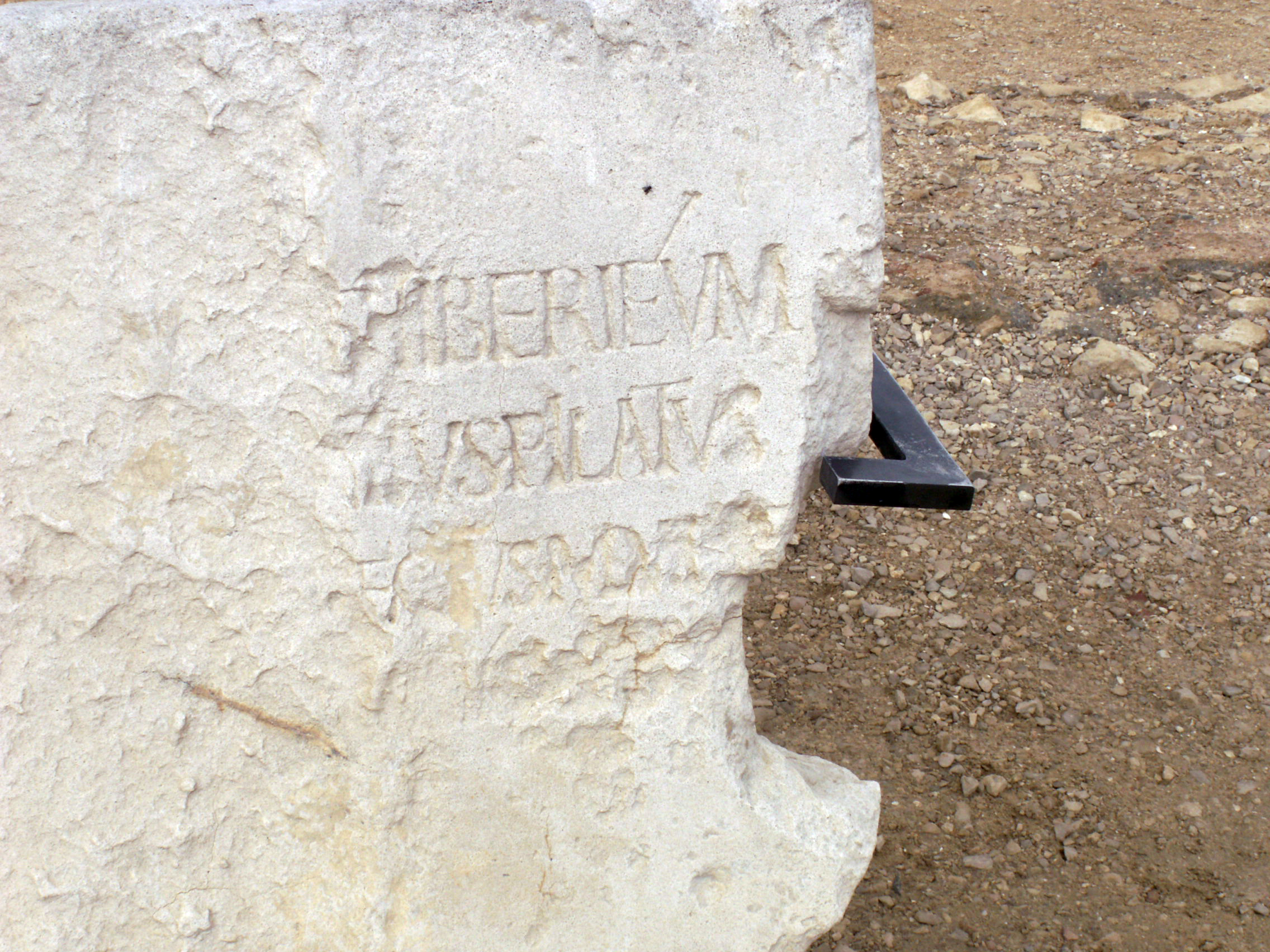
La Piedra de Pilato, de Cesarea Marítima, ahora en el Museo de Israel.

Las fuentes de la historicidad de Jesús son fuentes principalmente cristianas, pero hay menciones en fuentes no cristianas que también son relevantes.
Las fuentes cristianas, como los libros del Nuevo Testamento en la Biblia cristiana, incluyen historias detalladas acerca de Jesús, pero los estudiosos difieren sobre la historicidad de episodios específicos descritos en los relatos bíblicos de Jesús. Los únicos dos eventos sujetos al «reconocimiento casi universal» son que Jesús fue bautizado por Juan el Bautista y que fue crucificado por orden del prefecto romano Poncio Pilato.
Las fuentes no cristianas que se utilizan para estudiar y establecer la historicidad de Jesús incluyen las fuentes judías como Josefo, y las fuentes romanas, como Tácito. Estas fuentes se comparan con las fuentes cristianas, como las cartas paulinas y los evangelios sinópticos. Estas fuentes suelen ser independientes entre sí (por ejemplo, las fuentes judías no recurren a fuentes romanas), y las similitudes y diferencias entre ellas se utilizan en el proceso de autenticación.
En una revisión del estado de la investigación Amy-Jill Levine afirmó que «no hay una sola imagen de Jesús que haya convencido a todos, o siquiera la mayoría, de los estudiosos» y que todos los retratos de Jesús son objeto de críticas por parte de algún grupo de estudiosos.

## Fuentes no cristianas

### Fuentes principales

#### Flavio Josefo

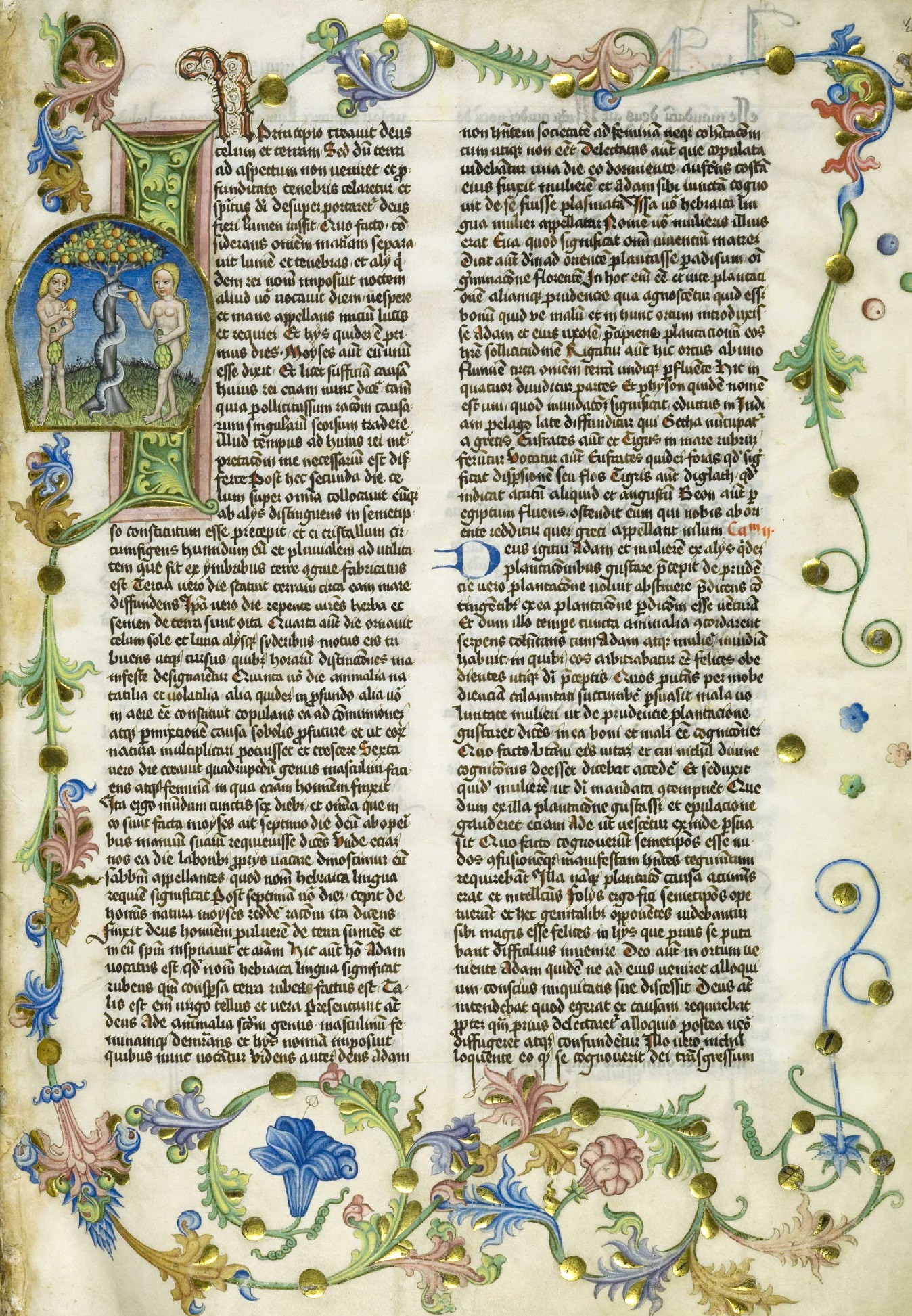
Una página de una copia de 1466 de Antigüedades judías.

Los escritos del historiador-pensador romano-judío del siglo I Flavio Josefo incluyen referencias a Jesús y los orígenes del cristianismo. Las Antigüedades judías de Josefo, escritas alrededor de 93 a 94 d. C., incluye dos referencias a Jesús en los libros 18 y 20. De los dos pasajes, el pasaje sobre Jacobo en el libro 20 es utilizado por los estudiosos para apoyar la existencia de Jesús; el Testimonium Flavianum en el libro 18, para su crucifixión. El pasaje sobre Jacobo de Josefo da fe de la existencia de Jesús como una persona histórica y que algunos de sus contemporáneos lo consideraban el Mesías. Según Bart Ehrman, el pasaje de Josefo acerca de Jesús fue alterado por un escriba cristiano, incluyendo la referencia a Jesús como el Mesías.
Un argumento textual en contra de la autenticidad del pasaje sobre Jacobo es que el uso del término «Christos» parece inusual para Josefo. Un argumento basado en el flujo del texto en el documento es que, dado que la mención de Jesús aparece en las Antigüedades antes que la de Juan el Bautista, un interpolador cristiano puede haberla insertado para colocar a Jesús en el texto antes que Juan. Otro argumento en contra de la autenticidad del pasaje de Jacobo es que se habría leído bien, incluso sin una referencia a Jesús.
El pasaje se refiere a la muerte de «Jacobo, el hermano de Jesús» en Jerusalén. Considerando que las obras de Josefo se refieren a al menos veinte personas diferentes con el nombre de Jesús, este pasaje especifica que este Jesús era el único «que fue llamado el Cristo». Louis Feldman afirma que este pasaje, por encima de los demás, indica que Josefo dijo algo acerca de Jesús.
En la actualidad la mayoría de los estudiosos del tema reconoce la autenticidad de la referencia en el libro 20, capítulo 9, 1 de las Antigüedades de «el hermano de Jesús, quien fue llamado Cristo, cuyo nombre era Jacobo», y considera que tiene el más alto nivel de autenticidad entre las referencias de Josefo al cristianismo.
El Testimonium Flavianum (es decir, el testimonio de Flavio [Josefo]) es el nombre dado al pasaje encontrado en el libro 18, capítulo 3, 3 de las Antigüedades en el que Josefo describe la condena y crucifixión de Jesús a manos de las autoridades romanas. Los estudiosos tienen opiniones diferentes sobre la autenticidad total o parcial de la referencia en el pasaje de la ejecución de Jesús por Poncio Pilato. El punto de vista académico general es que mientras que el Testimonium Flavianum es más probable no auténtico en su totalidad, se acuerda ampliamente en que originalmente consistía en un núcleo auténtico con una referencia a la ejecución de Jesús por Pilato que después fue objeto de una interpolación cristiana. Aunque la naturaleza exacta y el alcance de la redacción cristiana siguen siendo poco claros, existe un amplio consenso en cuanto a lo que el texto original del Testimonium de Josefo habría sido parecido.
Las referencias que se encuentran en las Antigüedades no tienen textos paralelos en los otros trabajos por Josefo como La guerra de los judíos, escrita veinte años antes, pero algunos estudiosos han dado explicaciones de su ausencia, como que las Antigüedades cubren un período de tiempo más largo y que durante la brecha de veinte años entre la escritura de La guerra de los judíos (c. 70 d. C.) y Antigüedades (después de 90 d. C.) los cristianos se habían vuelto más importantes en Roma y fueron, por tanto, objeto de atención en las Antigüedades.
Un número de variaciones existen entre las declaraciones de Josefo con respecto a las muertes de Jacobo y los relatos del Nuevo Testamento. Los estudiosos suelen considerar estas variaciones como indicios de que los pasajes de Josefo no son interpolaciones, ya que un interpolador cristiano habría sido más propenso a haberlos hecho corresponder a las tradiciones cristianas. Robert Eisenman ofrece numerosas fuentes cristianas primitivas que confirman el testimonio de Josefo, que Jacobo era el hermano de Jesús.

#### Tácito

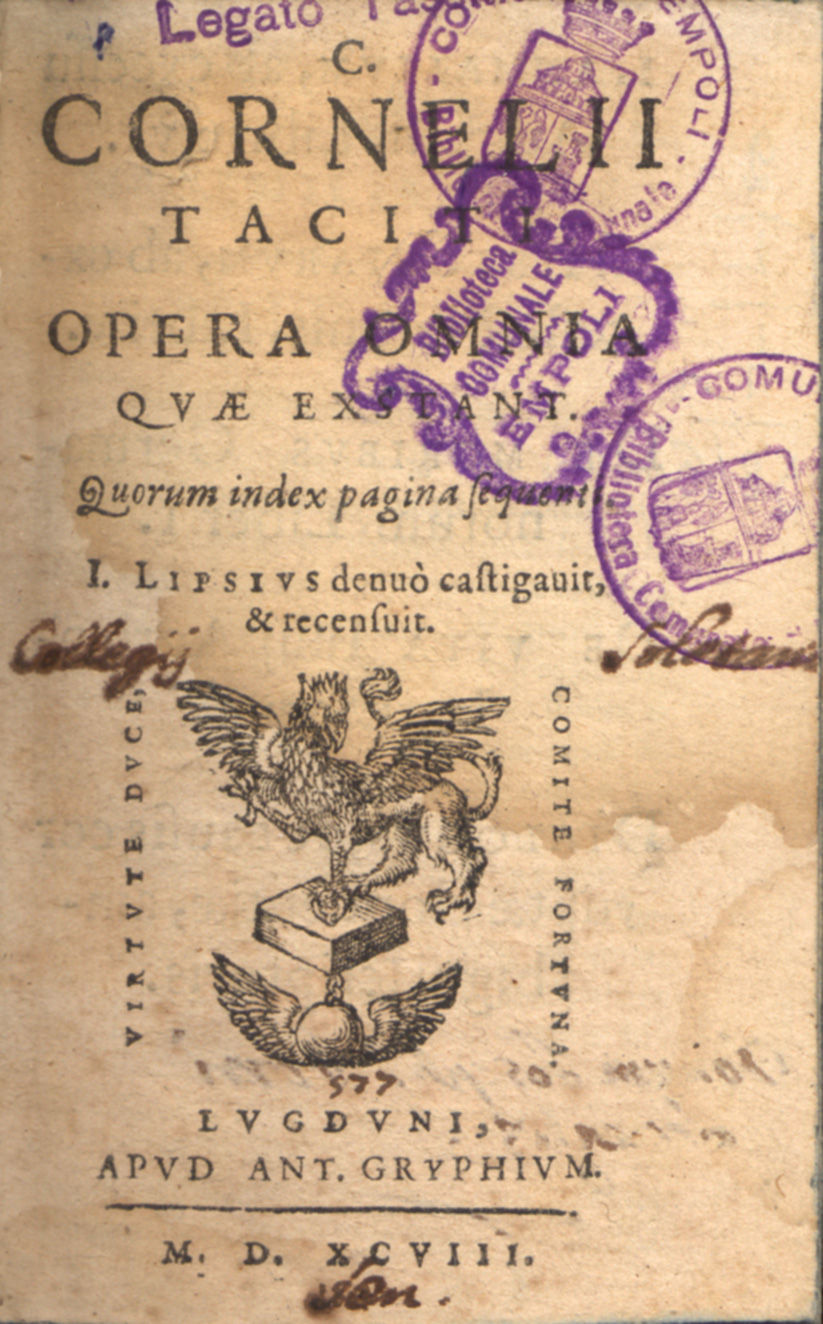
Portada de la edición de 1598 de las obras de Tácito, conservada en Empoli, Italia.

El historiador y senador romano Tácito y se refiere a Cristo, su ejecución por Poncio Pilato y la existencia de los primeros cristianos en Roma en su obra final, Anales (escrito c. 116), libro 15, capítulo 44. El pasaje pertinente dice así: «[...] llamados cristianos por el pueblo. Christus, de quien el nombre tuvo su origen, sufrió la pena máxima durante el reinado de Tiberio a manos de uno de nuestros procuradores, Poncio Pilato [...]».
Los eruditos generalmente consideran la referencia de Tácito a la ejecución de Jesús por Poncio Pilato a ser tanto auténtico como de valor histórico como fuente romana independiente sobre el cristianismo primitivo, estando al unísono con otros registros históricos. William L. Portier ha señalado que la consistencia en las referencias de Tácito, Josefo y las cartas al emperador Trajano de Plinio el Joven reafirman la validez de los tres registros.
Tácito fue un senador romano patriótico y sus escritos no muestran simpatía alguna hacia los cristianos. Andreas Köstenberger y, por separado, Robert E. Van Voorst señalan que el tono del pasaje hacia los cristianos es demasiado negativo para haber sido escrito por un escriba cristiano, una conclusión compartida por John P. Meier. Robert E. Van Voorst afirma que «de todos los escritores romanos, Tácito nos da la información más precisa acerca de Cristo».
John Dominic Crossan considera el pasaje importante para establecer que Jesús existió y fue crucificado, y afirma: «Que él [Jesús] fue crucificado es tan seguro como cualquier otra cosa histórica jamás puede ser, ya que tanto Josefo y Tácito [...] están de acuerdo con los relatos cristianos por lo menos ese hecho básico». Bart Ehrman afirma: «El reporte de Tácito confirma lo que sabemos por otras fuentes: que Jesús fue ejecutado por orden del gobernador romano de Judea, Poncio Pilato, en algún momento durante el reinado de Tiberio». Eddy y Boyd afirman que actualmente está «firmemente establecido» que Tácito proporciona una confirmación no cristiana de la crucifixión de Jesús.
Si bien la mayoría de los expertos consideran que es genuino, unos pocos estudiosos cuestionan la autenticidad del pasaje dado que Tácito nació 25 años después de la muerte de Jesús.
Algunos estudiosos han debatido sobre el valor histórico del pasaje dado que Tácito no revela la fuente de su información. Gerd Theissen y Annette Merz argumentan que Tácito en ocasiones se habría basado en las obras históricas anteriores ahora perdidas para nosotros, y que puede haber utilizado fuentes oficiales desde un archivo romano en este caso; sin embargo, si Tácito hubiera sido copiado de una fuente oficial, algunos estudiosos esperan que hubiera etiquetado a Pilato correctamente como un prefecto en lugar de un procurador. Theissen y Merz afirman que Tácito nos da una descripción de los prejuicios generalizados sobre los cristianos y algunos detalles precisos sobre «Christus» y el cristianismo, cuya fuente aún no está clara. Sin embargo, Paul R. Eddy ha señalado que, dado su cargo como senador, Tácito también tuvo la posibilidad de haber tenido acceso a los documentos oficiales de la época romana y no necesitaba de otras fuentes.
Michael Martin señala que la autenticidad de este pasaje de los Anales también ha sido disputada debido a que Tácito no habría utilizado la palabra «mesías» en un documento romano auténtico. A su vez, Weaver declara que Tácito habló de la persecución de los cristianos, pero ningún otro autor cristiano escribió de esta persecución durante cien años. Hotema afirma que este pasaje no fue citado por cualquier padre de la Iglesia hasta el siglo XV, aunque el pasaje habría sido muy útil para ellos en su obra; y que el pasaje se refiere a los cristianos en Roma siendo una multitud, mientras que en ese momento la congregación cristiana en Roma en realidad habría sido muy pequeña.
Los estudiosos también han debatido la cuestión de los rumores en la referencia por Tácito. Charles Guignebert argumentó que «En tanto que exista esa posibilidad [de que Tácito se limitara a hacer eco de lo que los cristianos mismos decían], el pasaje sigue siendo bastante inútil». R.T. France afirma que el pasaje de Tácito es, como mucho, el autor simplemente repitiendo lo que había escuchado a través de los cristianos. Sin embargo, Paul R. Eddy ha señalado que como historiador preeminente de Roma, Tácito es generalmente conocido por el control de sus fuentes y no tenía la costumbre de informar rumores. Tácito fue miembro de los Quindecimviri sacris faciundis, un consejo de sacerdotes cuyo deber era supervisar los cultos religiosos extranjeros en Roma, que como Van Voorst señala, hace que sea razonable suponer que él habría tenido conocimiento de los orígenes cristianos a través de su trabajo con ese órgano. Cabe señalar, sin embargo, que algunos estudiosos consideran que la línea «Cristo, el autor de este nombre, fue ejecutado por el procurador Poncio Pilato en el reinado de Tiberio» es una interpolación cristiana, y que Tácito escribió sobre los Chrestianos, no cristianos.

### Fuentes relevantes

#### Mara bar-Serapión
Mara (hijo de Serapión) fue un filósofo estoico de la provincia romana de Siria. En algún momento entre el 73 d. C. y el siglo III, Mara escribió una carta a su hijo (también llamado Serapión) que puede contener una temprana referencia no cristiana de la crucifixión de Jesús.
La carta se refiere al trato injusto de los «tres hombres sabios»: el asesinato de Sócrates, la quema de Pitágoras, y la ejecución de «el rey sabio» de los judíos. El autor explica que en los tres casos el delito resultó en el castigo futuro de los responsables por Dios, y que cuando los sabios están oprimidos, no solamente triunfan en la sabiduría al final, sino que Dios castiga a sus opresores.
La carta no incluye temas cristianos y se supone que el autor es un pagano. Algunos estudiosos ven la referencia a la ejecución del «rey sabio» de los judíos como una temprana referencia no cristiana a Jesús. Los criterios que apoyan el origen no cristiano de la carta incluyen la observación de que «rey de los judíos» no era un título cristiano, y que la premisa de la carta que Jesús sigue vivo a través de las enseñanzas que él promulgó está en contraste con la concepción cristiana de que Jesús sigue viviendo a través de su resurrección.
Estudiosos como Robert Van Voorst ven pocas dudas de que la referencia a la ejecución del «rey de los judíos» se trata de la muerte de Jesús. Otros, como Craig A. Evans, ven menos valor en la carta, dada su fecha incierta, y la posible ambigüedad en la referencia.

#### Suetonio

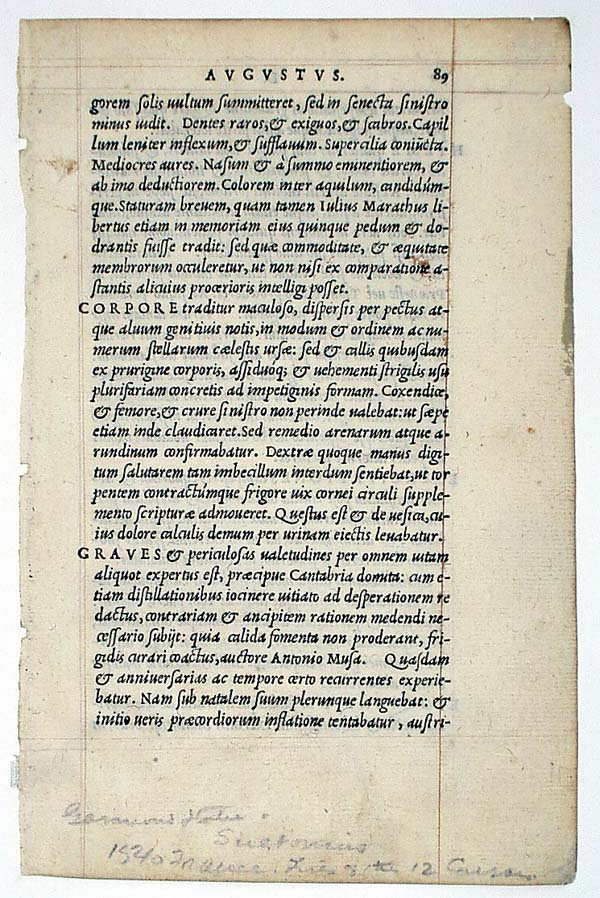
Copia de 1540 de Vidas de los Doce Césares de Suetonio.

El historiador romano Suetonio hizo mención de los primeros cristianos y su líder en su obra Vidas de los Doce Césares. Las referencias aparecen en Claudio 25 y Nerón 16, que describen la vida de los emperadores romanos Claudio y Nerón. El pasaje Nerón 16 se refiere a los abusos cometidos por Nerón y menciona cómo se infligieron castigos a los cristianos, lo que por lo general se fecha a alrededor del año 64. Este pasaje muestra el claro desprecio de Suetonio para los cristianos, el mismo desprecio expresado por Tácito y Plinio el Joven en sus escritos, pero no se refiere a Jesús mismo.
El pasaje anterior de Claudio puede incluir una referencia a Jesús, pero es objeto de debate entre los estudiosos. En Claudio 25, Suetonio se refiere a la expulsión de los judíos por Claudio y afirma:
Dado que los judíos constantemente hicieron disturbios por instigación de Cresto, él los expulsó de Roma.
La referencia en Claudio 25 implica las agitaciones de la comunidad judía que llevó a la expulsión de algunos judíos de Roma por Claudio, y es muy probablemente el mismo evento mencionado en los Hechos de los Apóstoles (18:2). La mayoría de los historiadores fechan esta expulsión a alrededor del año 49-50. Suetonio refiere al líder de los cristianos como Cresto, un término que puede también haber sido utilizado por Tácito y también era común en la época, en particular para los esclavos, y significaba «bueno» o «útil». Sin embargo, Suetonio se confunde en el pasaje y supone que Cresto estaba vivo en el momento de la perturbación y agitaba a los judíos en Roma. La confusión de Suetonio debilita el valor histórico de su referencia en su totalidad, y no existe un acuerdo general entre los eruditos sobre su valor como una referencia a Jesús. Sin embargo, la confusión de Suetonio también apunta a la falta de interpolación cristiana, pues un escriba cristiano no habría confundido a los judíos con los cristianos. La mayoría de los estudiosos suponen que en la referencia describe a Jesús y que las perturbaciones mencionadas se debieron a la difusión del cristianismo en Roma. Sin embargo, los estudiosos están divididos sobre el valor de la cita de Suetonio. Algunos estudiosos, como Craig A. Evans, John Meier y Craig S. Keener la consideran una referencia probable a Jesús. Otros, como Stephen Benko y H. Dixon Slingerland, la ven como teniendo poco o ningún valor histórico. Por su parte, Menahem Stern afirma sin duda que Suetonio se refería a Jesús; porque habría añadido las palabras «un cierto» a Cresto si él hubiera querido referirse a algún agitador desconocido.

#### El Talmud

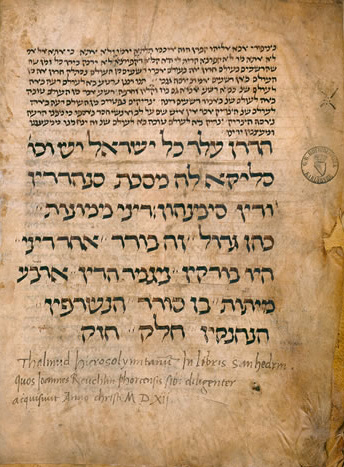
Una página del tratado Sanedrín en el códice del Talmud Codex Reuchlin (siglo XII).

El Talmud de Babilonia en algunos casos incluye posibles referencias a Jesús utilizando los términos «Ieshu», «Ieshu ha-Notzri», «ben Stada» y «ben Panthera». Algunas de estas referencias probablemente se remontan al período tanaítico (70-200 d. C.). En algunos casos, no está claro si las referencias son a Jesús u otras personas, y los eruditos siguen debatiendo su valor histórico, y exactamente qué referencias, en su caso, puede ser sobre Jesús.
Robert Van Voorst afirma que la escasez de referencias judíos a Jesús no es de extrañar, teniendo en cuenta que Jesús no era un tema importante para los judíos durante el primer siglo, y después de la devastación causada por el asedio de Jerusalén en el año 70, los eruditos judíos estaban centrándose en preservar el judaísmo en sí, en lugar de prestar mucha atención a la cristiandad.
Robert Eisenman argumenta que la derivación de Jesús de Nazaret desde «ha-Notzrí» es imposible por razones etimológicas, ya que sugiere más bien «Natzirita» en lugar de «Nazareno».
Van Voorst afirma que si bien la cuestión de quién se hace referencia en varios puntos en el Talmud sigue siendo objeto de debate entre los estudiosos, en el caso de Sanedrín 43a (generalmente se considera la referencia más importante para Jesús en la literatura rabínica), Jesús puede ser confirmado como el tema del pasaje, no solo de la propia referencia, sino también por el contexto que lo rodea, y no hay duda de que se refiere a la muerte de Jesús de Nazaret. Christopher M. Tuckett establece que si se acepta que la narrativa de muerte de Sanedrín 43a se refiere a Jesús de Nazaret, entonces proporciona evidencia de la existencia de Jesús, y de su ejecución.
Andreas Köstenberger establece que el pasaje es una referencia tanaítica al juicio y muerte de Jesús en la Pascua y es muy probablemente más antigua que otras referencias a Jesús en el Talmud. El pasaje refleja la hostilidad hacia Jesús entre los rabinos e incluye este texto:
Se enseña: En la víspera de la Pascua colgaron a Ieshu. El pregonero salió cuarenta días declarando que: «[Ieshu] va a ser apedreado por practicar la brujería, por atraer y conducir a Israel por mal camino. Cualquiera que sepa algo que lo justifique, debe presentarse y exculparlo». Pero nadie se presentó a justificarle, y se le colgó la víspera de Pascua.
Peter Schäfer establece que no puede haber ninguna duda de que la narrativa de la ejecución de Jesús en el Talmud se refiere a Jesús de Nazaret, pero afirma que la literatura rabínica en cuestión no es tanaítica sino del período amoraico posterior y podría haber dibujado sobre los evangelios cristianos, y puede haber sido escrito como respuesta a ellos. Bart Ehrman y, por separado, Mark Allan Powell afirman que dado que las referencias del Talmud son muy tardías, no pueden dar ninguna información histórica fiable sobre las enseñanzas y acciones de Jesús durante su vida.
Otra referencia en la literatura rabínica de principios del siglo II (Tosefta Hullin II, 22) se refiere a Rabí Eleazar ben Dama que fue mordido por una serpiente, pero se le negó la curación en el nombre de Jesús por otro rabino porque era contrario a la ley, y así murió. Este pasaje refleja la actitud de los primeros oponentes judíos de Jesús, es decir, que sus milagros estaban basadas en los poderes del mal.
Eddy y Boyd, quienes cuestionan el valor de varias de las referencias talmúdicas, afirman que la importancia del Talmud a la investigación histórica de Jesús es que nunca niega su existencia, pero lo acusa de brujería, lo que confirma indirectamente su existencia. R.T. France y, por separado, Edgar V. McKnight exponen que la divergencia de las declaraciones del Talmud con las narrativas cristianas y su naturaleza negativa indica que son de una persona que existió. Craig Blomberg señala que la negación de la existencia de Jesús nunca fue parte de la tradición judía, que en su lugar lo acusó de ser un brujo y mago, como también se refleja en otras fuentes, como Celso. Andreas Köstenberger señala que la conclusión general que se puede extraer de las referencias en el Talmud es que Jesús fue un personaje histórico cuya existencia nunca fue negada por la tradición judía, que en su lugar se centró en desacreditarlo.

#### Otras fuentes
Plinio el Joven (c. 61–c. 112) el gobernador de la provincia del Ponto y Bitinia, escribió al emperador Trajano (c. 112) en relación con cómo hacer frente a los cristianos, que se negaban a adorar al emperador, y en su lugar adoraban a «Christo». Charles Guignebert, que no duda de que el Jesús de los Evangelios vivió en Galilea en el siglo I, sin embargo, descarta esta carta como evidencia aceptable para un Jesús histórico.
Luciano de Samosata (nacido c. 115) un escritor satírico y conferencista viajero griego conocido escribió burlonamente sobre los seguidores de Jesús por su ignorancia y credulidad. Teniendo en cuenta que la comprensión de Luciano de las tradiciones cristianas tiene lagunas y errores significativos, es improbable que sus escritos hayan sido influenciados por los mismos cristianos, y puede proporcionar una declaración independiente sobre la crucifixión de Jesús. Sin embargo, dada la naturaleza del texto como sátira, Luciano pudo haber embellecido las historias que escuchó y su narrativa no puede tener un alto grado de confiabilidad histórica.
Thallus, del cual se sabe muy poco y que ninguno de sus escritos sobrevivió, escribió una Historia a mediados o finales del siglo I, a la que se refiere Eusebio. Sexto Julio Africano, escribiendo c. 221, vincula una referencia en el tercer libro de la Historia para el período de la oscuridad que se describe en los relatos de la crucifixión en tres de los Evangelios. No se sabe si Thallus hizo mención alguna de los relatos de la crucifixión; si lo hizo, sería la referencia no canónica más antigua a un episodio del evangelio, pero su utilidad en la determinación de la historicidad de Jesús es incierta.
Flegón de Trales (s. II d. C.) fue un escritor y liberto de tiempos del emperador Adriano. Orígenes escribió que Flegón, en su Crónicas, menciona a Jesús: "Ahora Flegón, en el decimotercer o decimocuarto libro, creo, de sus Crónicas, no sólo atribuyó a Jesús un conocimiento de los acontecimientos futuros (aunque cayendo en confusión acerca de algunas cosas que se refieren a Pedro, como si se refirieran a Jesús), sino que también testificó que el resultado correspondía a sus predicciones". Orígenes también cita a Flegón diciendo que: "Jesús, mientras estaba vivo, no se ayudó a sí mismo, sino que se levantó después de la muerte, mostró las marcas de su castigo y mostró cómo sus manos habían sido traspasadas por clavos".
Numenio de Apamea (s. II d. C.) filósofo pitagórico de origen sirio. Según Orígenes (Contra Celsum, iv. 51), en una parte de su hoy perdida obra Sobre la bondad hizo referencia a Jesús.
Celso, escribiendo a finales del siglo II, produjo el primer ataque a gran escala sobre el cristianismo. El documento de Celso no ha sobrevivido, pero en el siglo III Orígenes lo contestó, gracias a lo cual se conoce el escrito de Celso a través de sus respuestas. Según Orígenes, Celso acusó a Jesús de ser un mago y hechicero. Si bien las declaraciones de Celso pueden ser vistas como una confirmación de los milagros de Jesús, tienen poco valor histórico, dado que la redacción de los escritos originales no puede ser examinada.
Los rollos del Mar Muerto son escritos del siglo I (o más antiguos) que muestran el idioma y las costumbres de algunos judíos de la época de Jesús. Estudiosos como Henry Chadwick ven los usos similares de idiomas y puntos de vista registrados en el Nuevo Testamento y los rollos del Mar Muerto como valiosos, pues demuestran que el Nuevo Testamento retrata el período del siglo I que se informa y no es producto de un período posterior. Sin embargo, la relación entre los rollos del Mar Muerto y la historicidad de Jesús ha sido objeto de teorías muy controvertidas, y aunque nuevas teorías siguen apareciendo, no hay acuerdo académico general acerca de su impacto sobre la historicidad de Jesús, a pesar de la utilidad de los rollos en el esclarecimiento de las tradiciones judías del siglo I.

#### Osuario de Jacobo
Existe una caja de sepultura de piedra caliza del siglo I, conocida como el osario de Jacobo, con la inscripción en arameo «Jacobo, hijo de José, hermano de Jesús». La autenticidad de la inscripción fue cuestionada por la Autoridad de Antigüedades de Israel, que presentó una denuncia ante la policía israelí. En 2012, el propietario del osario fue declarado no culpable, la sentencia del juez indicó que la autenticidad de la inscripción del osario no se había demostrado en ambos sentidos. Un estudio de 2014 reportó evidencia de que la inscripción es auténtica, en contraste con un estudio anterior que había sugerido que era una falsificación.

## Fuentes cristianas
Varios libros, memorias y relatos fueron escritos acerca de Jesús por los primeros cristianos. Los más famosos son los evangelios de Mateo, Marcos, Lucas y Juan. Se cree que todos, excepto uno, fueron escritos dentro de 50 a 70 años desde la muerte de Jesús; considerándose al Evangelio de Marcos como el más antiguo, y al Evangelio de Juan como el último en ser escrito. Blainey escribe que el registro más antiguo sobreviviente escrito por un cristiano primitivo es una breve carta de Pablo: la Primera Epístola a los Tesalonicenses, que apareció unos 25 años después de la muerte de Jesús. Esta carta, aunque importante en la descripción de los problemas para el desarrollo del cristianismo gentil, tiene poca relevancia para la comprensión de la vida del Jesús histórico.
Bart Ehrman, Robert Eisenman y otros críticos de los puntos de vista tradicionales cristianos, en la evaluación de los problemas involucrados en la realización de la investigación histórica de Jesús, dicen los Evangelios están llenos de discrepancias, fueron escritos décadas después de la muerte de Jesús, por autores que no habían sido testigos de eventos de su vida. Pasan a decir que no fueron escritos por testigos oculares que fueron contemporáneos con los acontecimientos que se narran. Fueron escritos por personas que no lo conocieron o vieron algo que hizo o no escucharon nada de lo que enseñó, personas que hablaban una lengua diferente a Jesús. Los relatos que produjeron no son desinteresados; son narraciones producidas por los cristianos que realmente creían en Jesús, y no eran inmunes a las historias inclinadas a la luz de sus prejuicios. De los textos mismos, Ehrman señala que son ampliamente inconsistentes, llenos de discrepancias y contradicciones en ambos detalles y mayores retratos de quién era Jesús.

### Epístolas paulinas

#### Generalidades

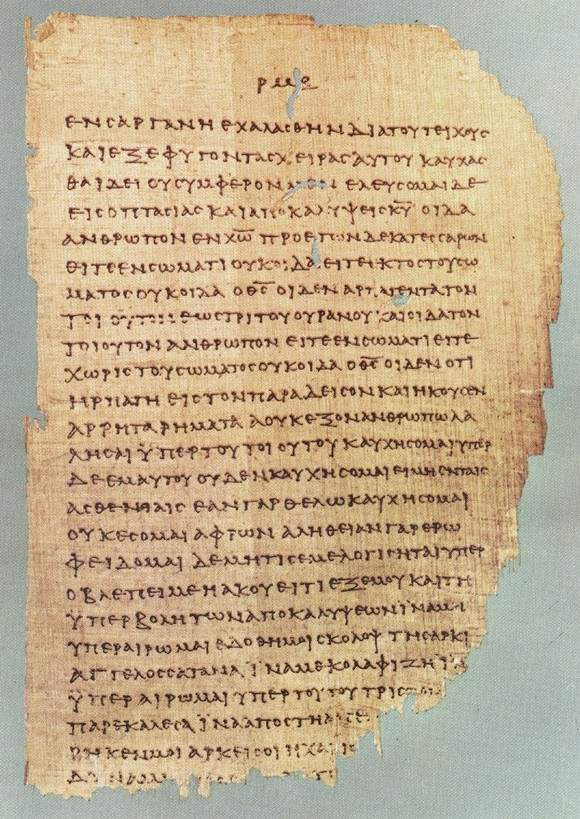
Una página de 2 Corintios en el Papiro 46, c. 200.

En el contexto de las fuentes cristianas, incluso si son ignorados todos los otros textos, las epístolas paulinas pueden proporcionar alguna información acerca de Jesús. Esta información no incluye una narración de la vida de Jesús, y se refiere a su existencia como persona, pero añade algunos elementos específicos, aparte de su muerte por crucifixión. Esta información proviene de las cartas de Pablo, cuya autenticidad no se discute. Pablo no era un compañero de Jesús y afirma que su información proviene del Espíritu Santo adquirido después de su muerte. De los trece cartas que llevan el nombre de Pablo, siete son consideradas auténticos por casi todos los estudiosos, y las demás en general se consideran pseudoepigráficas. Los 7 cartas indiscutibles (y sus fechas aproximadas) son las siguientes: 1 Tesalonicenses (c. 51 d. C.), Filipenses (c. 52-54 d. C.), Filemón (c. 52-54 d. C.), 1 Corintios (c. 53-54 d. C.), Gálatas (c. 55 d. C.), 2 Corintios (c. 55-56 d. C.) y Romanos (c. 55-58 d. C.). La autenticidad de estas cartas es aceptada por casi todos los estudiosos, y han sido referenciadas e interpretadas por autores primitivos como Orígenes y Eusebio.
Puesto que las epístolas paulinas son generalmente fechadas entre 50 y 60 d. C., son los primeros textos cristianos sobrevivientes que incluyen información acerca de Jesús. Estas cartas fueron escritas aproximadamente veinte a treinta años después del período de tiempo generalmente aceptado de la muerte de Jesús, alrededor del año 30-36. Las cartas fueron escritas durante un tiempo cuando Pablo registró encuentros con los discípulos de Jesús; por ejemplo, Gálatas 1:18 afirma que varios años después de su conversión Pablo fue a Jerusalén y se quedó con el apóstol Pedro durante quince días. Durante este tiempo, Pablo discute la naturaleza del mensaje de Jesús con su hermano Jacobo, sobre la importancia de adherirse a las restricciones de alimentos kosher y la circuncisión, características importantes de la determinación de la identidad judía.
Las cartas paulinas no tenían la intención de ofrecer una narración de la vida de Jesús, sino que fueron escritas como exposiciones de las enseñanzas cristianas. En opinión de Pablo, la vida terrenal de Jesús era de una importancia menor que la teología de su muerte y resurrección, un tema que impregna los escritos paulinos. Sin embargo, las cartas paulinas indican claramente que, para Pablo, Jesús era una persona real (nacido de una mujer, como en Gálatas 4:4) que tenía discípulos (1 Corintios 15:5), que fue crucificado (como en 1 Corintios 2:2 y Gálatas 3:1), y que resucitó de los muertos (1 Corintios 15:20, Romanos 1:4, 6:5, Filipenses 3:10-11). Y las cartas reflejan el concepto general dentro de la Iglesia cristiana primitiva gentil: que Jesús existió, fue crucificado y resucitó de entre los muertos.
Las referencias de Pablo a Jesús en sí mismas no prueban la existencia de Jesús, pero establecen que su existencia fue la norma aceptada dentro de los primeros cristianos (incluyendo a la comunidad cristiana de Jerusalén, dadas las referencias a las colecciones de allí) de veinte a treinta años después de la muerte de Cristo, en momentos en que los que podrían haberse familiarizado con él podrían seguir con vida.

#### Referencias específicas

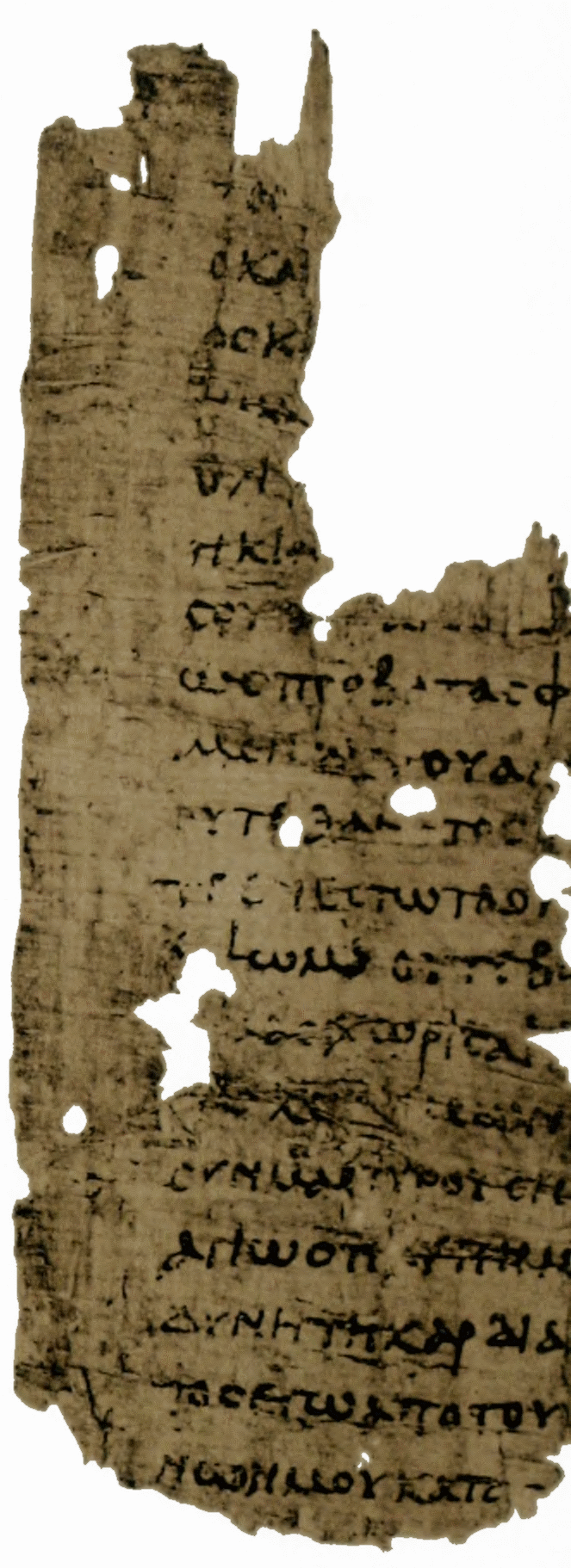
Una copia primitiva del siglo II de la Epístola de Romanos del Papiro 27.

### Evangelios

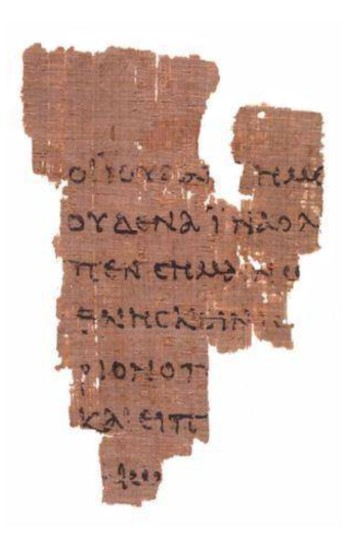
P52, un fragmento de papiro de un códice (c. 90–160), uno de los más antiguos manuscritos conocidos del Nuevo Testamennto.

### Padres de la Iglesia primitiva

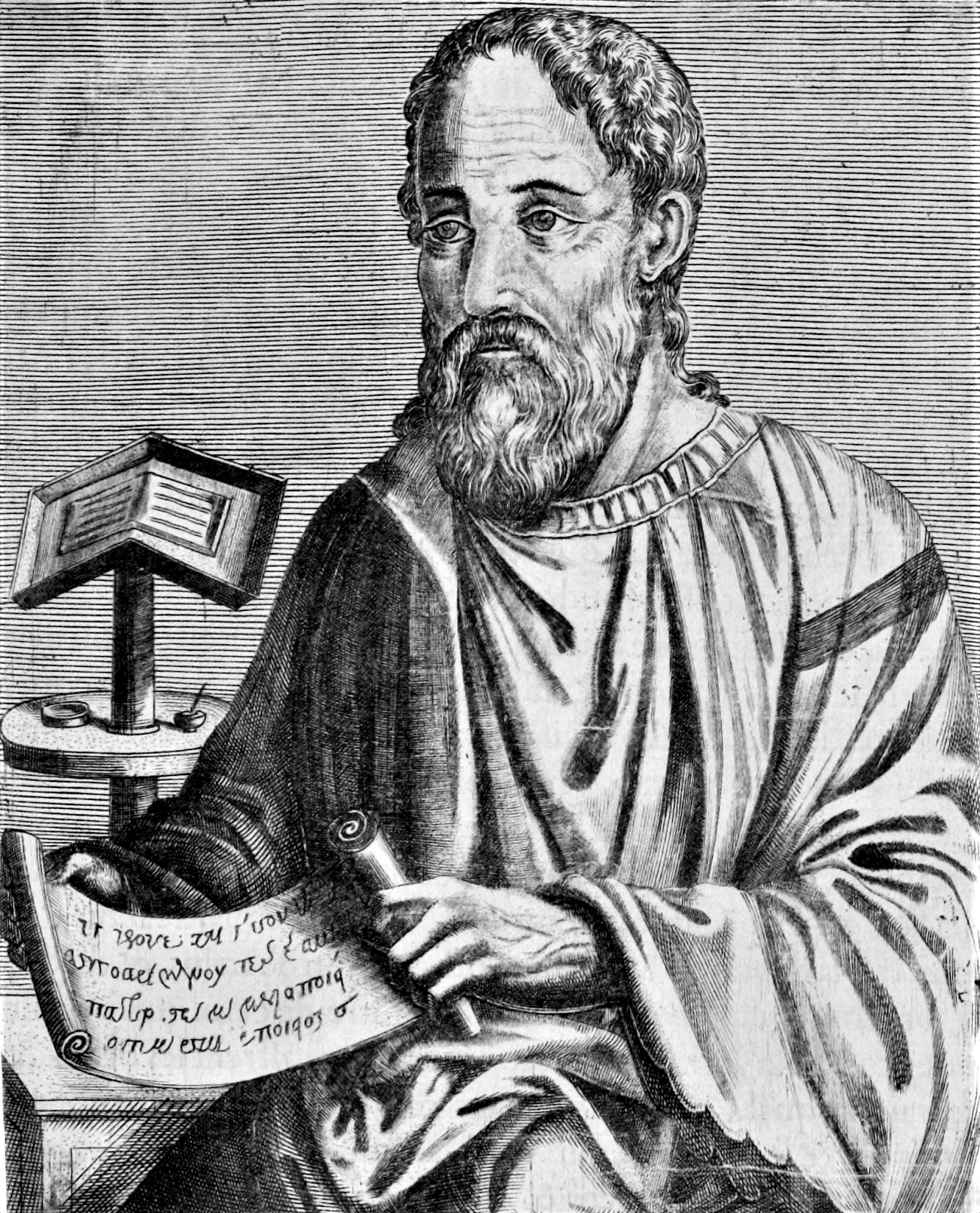
Eusebio de Cesarea.